# Manuel Antón y Ferrándiz
Manuel Antón y Ferrándiz (Muchamiel, 29 de diciembre de 1849-Madrid, 4 de septiembre de 1929) fue un antropólogo y político español.

## Biografía
Se licenció en Ciencias Físicas en la Universidad Central de Madrid en 1876 y se doctoró en Ciencias Naturales en 1883. Trabajó como profesor de Ciencias en un instituto de Córdoba y como profesor ayudante en la Universidad. En 1880 realizó un viaje a Marruecos en una expedición científica para estudiar su flora y fauna, y a su regreso hizo un curso de antropología en el Museo de Historia Natural de París. 
A la vuelta de París creó la sección de Antropología del Museo de Ciencias Naturales de Madrid; en 1883 fue catedrático de zoología en la Universidad de Madrid y en 1885 secretario de la Sección de Ciencias Exactas, Físicas y Naturales del Ateneo de Madrid. En 1886 fundó y dirigió la Biblioteca Científica Internacional, para la que tradujo La inteligencia animal de George John Romanes, discípulo de Charles Darwin, y en 1892 obtuvo la recién creada cátedra de Antropología en la Universidad de Madrid. En 1900 representó a España en el Congreso de Antropología y Arqueología Prehistóricas de París y fue nombrado mantenedor de los Juegos Florales de Alicante. En 1910 fue nombrado primer director del Museo Nacional de Antropología, ya separado del de Ciencias, profesor de la Escuela de Criminología y presidente de la sección de Cultura de la Liga Africanista. En 1917 ingresó en la Real Academia de la Historia con el discurso Los orígenes de la Hominación. Estudio de Prehistoria. 
Políticamente, participó activamente en el Partido Conservador de Alicante en los enfrentamientos entre los diferentes dirigentes, fundamentalmente en contra de José de Rojas, marqués del Bosch. Fue elegido diputado por el distrito de Denia en las elecciones de 1891, por el de Albaida en las de 1896 y por el de Alicante en las elecciones generales de 1907. Durante su representación política se interesó por la mejora de las infraestructuras de ferrocarriles y carreteras y, especialmente, por el asunto del suministro de aguas desde Sax (río Vinalopó) a la ciudad de Alicante, proyecto que inició el alcalde Manuel Gómiz. Esta fue la razón por la cual en 1892 fue nombrado hijo adoptivo de Alicante durante el mandato de Gómiz. Debido a un recurso interpuesto por el anterior concesionario, el marqués de Benalúa, no fue posible el suministro hasta 1898. 

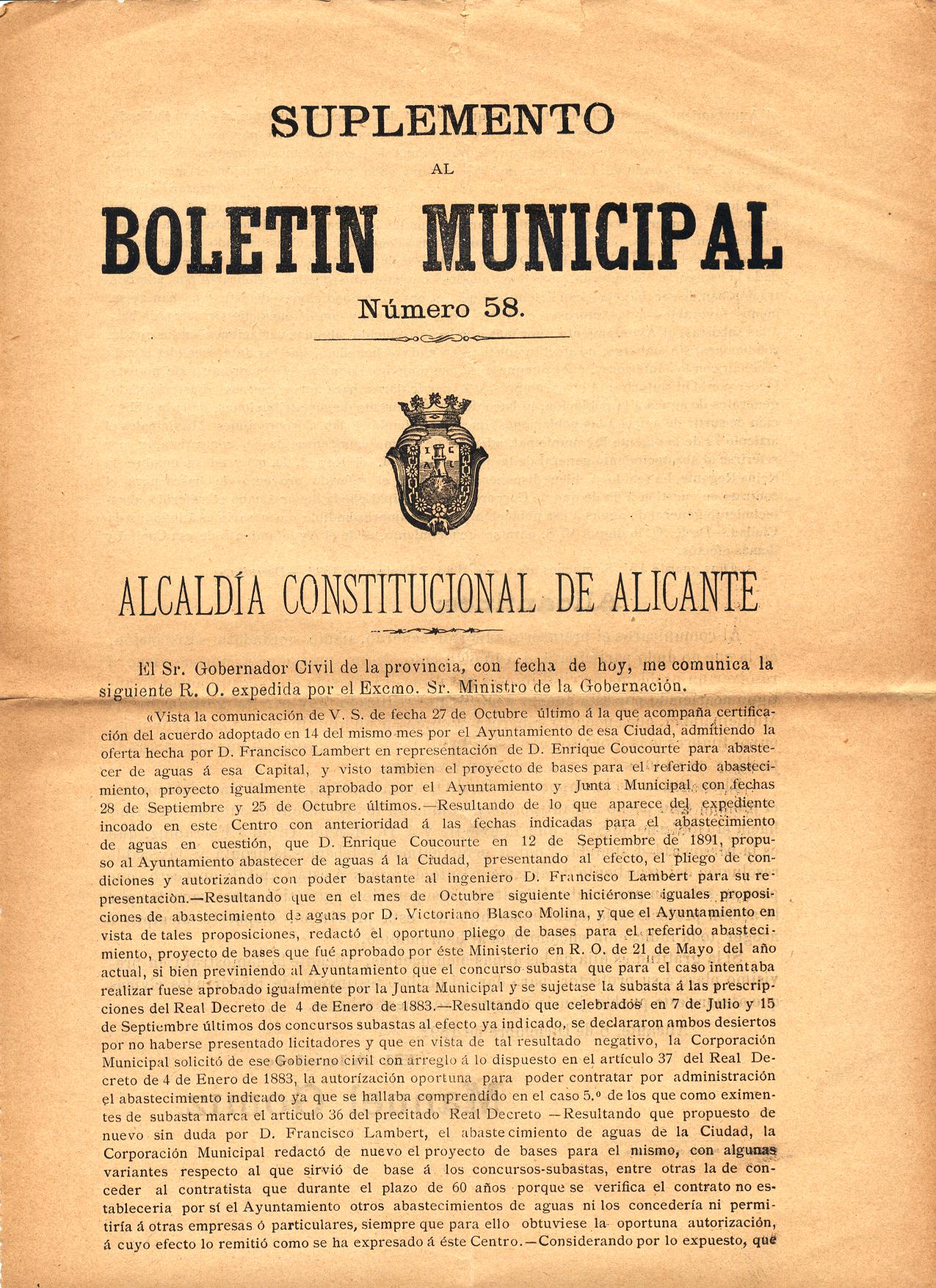
(anverso) Alicante 1891. Boletín Municipal nº58. El alcalde M. Gomiz informa a los ciudadanos de Alicante sobre el asunto del Suministro de Agua y...

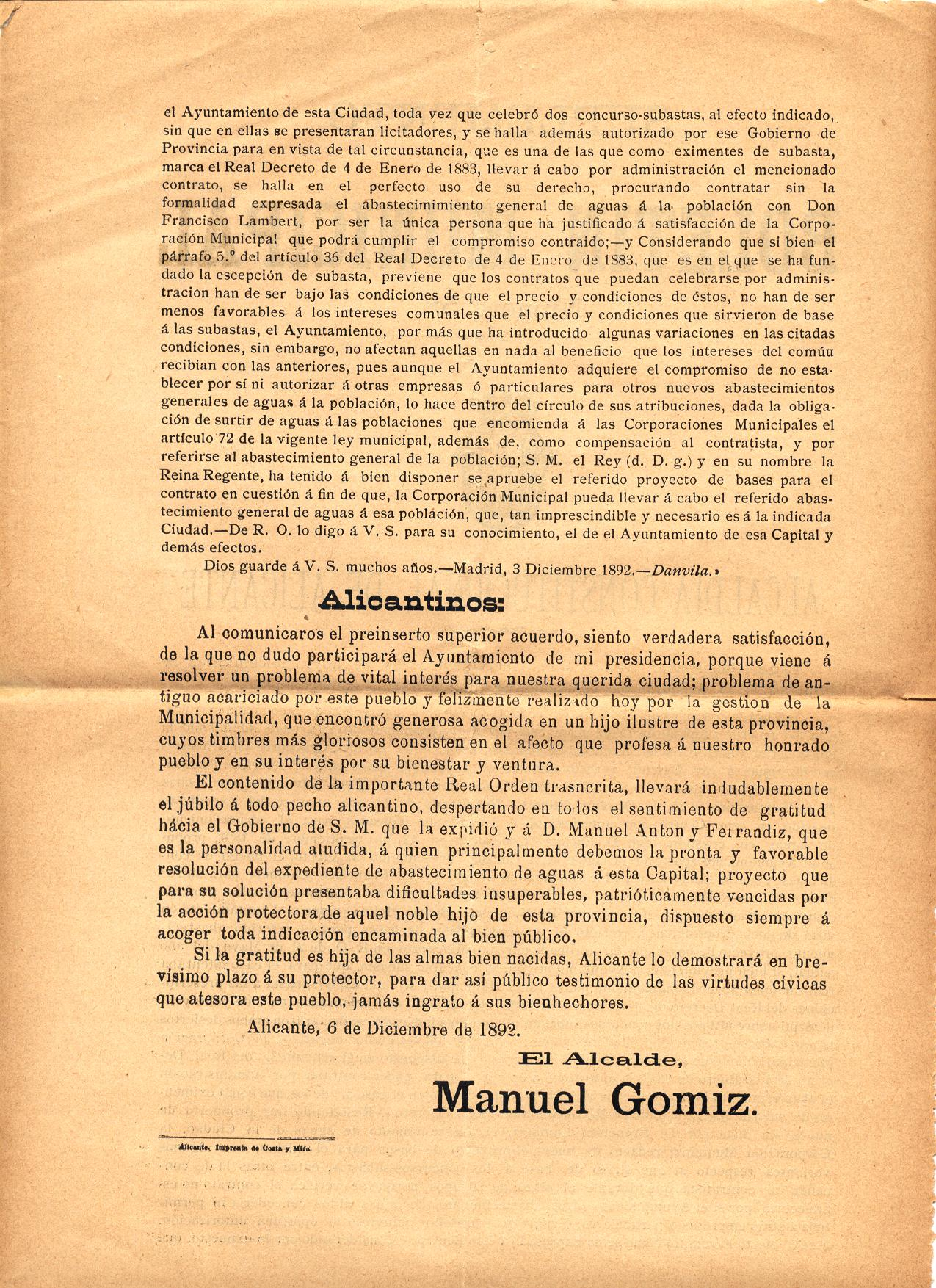
(reverso)...agradece públicamente, al diputado Manuel Antón, su intervención.

## Obras
- Fernando Poo y el golfo de Guinea
- Antropología de los pueblos de América anteriores al Descubrimiento (1892)
- Antropología de España
- Razas y tribus de Marruecos (1903)
- Lecciones de Antropología (1893)
- Los orígenes étnicos de las nacionalidades libioibéricas(1910)
- Antropología o Historia natural del hombre. Antropotecnia, Etnogenia y Etnología (1927)
- Afinidades y analogías entre los anfibios y los peces
- Sistema nervioso de los animales vertebrados,
- Los guanches en España
- Las razas oceánicas
- Antropología de los pueblos filipinos